# ポーランドの音楽チャート
ポーランドの音楽チャート（ポーランドのおんがくチャート）には 2 つの公式アルバム・チャートと 7 つのシングル・チャートがある。

## アルバム・チャート
いずれも ZPAV（ポーランド語: Związek Producentów Audio Video、ポーランド音楽産業協会）が提供する。
- Top 100 - アルバムをリリースする会社から提供されたデータに基づいた月間チャート。
- OLiS（英語版） - 小売での売上データに基づいた週間チャート。

## シングル・チャート
- Airplay Chart - Nielsen Music Control Airplay Services が提供する。トップ5位は Nielsen Music の公式サイトで毎週発表される。

2010年以上、ZPAV はその公式サイトで以下の拡張版チャートを発表している。
- Airplay Chart – ポーランドの音楽ステーション（ラジオおよびテレビ）で最も流行っている曲のチャート。
- Video Chart – MTV Polska, VIVA Polska, VH1 Polska, 4fun.tv で最も流行っているビデオクリップのチャート。
- Dance Club Singles Chart – クラブで最も流行っている上位50曲のチャート。
- Airplay Chart – New – 今週、最も流行っているニュー・シングルのチャート。
- Airplay Chart – Up! – 今週、急上昇中の曲のチャート。
- Top Store Chart 50 – レコード店/ショッピングセンターで最も使われている曲のチャート。（2つのチャートに分けられる。）